# نمایشنامه‌های شکسپیر
نمایشنامه‌های شکسپیر مجموعه‌ای از حدود ۳۹ کار دراماتیک اثر ویلیام شکسپیر، شاعر، نمایشنامه‌نویس و هنرپیشه انگلیسی هستند.

## فهرست نمایشنامه‌ها
- تیتوس اندرونیکوس
- درد بیهوده عشق
- کمدی اشتباهات
- رومئو و ژولیت
- دو نجیب‌زاده ورونایی
- رؤیای شب نیمه تابستان
- تاجر ونیزی
- رام کردن زن سرکش
- همسران خوش ویندزور
- هیاهوی بسیار برای هیچ
- آنچه دلخواه توست
- شب دوازدهم
- سزار

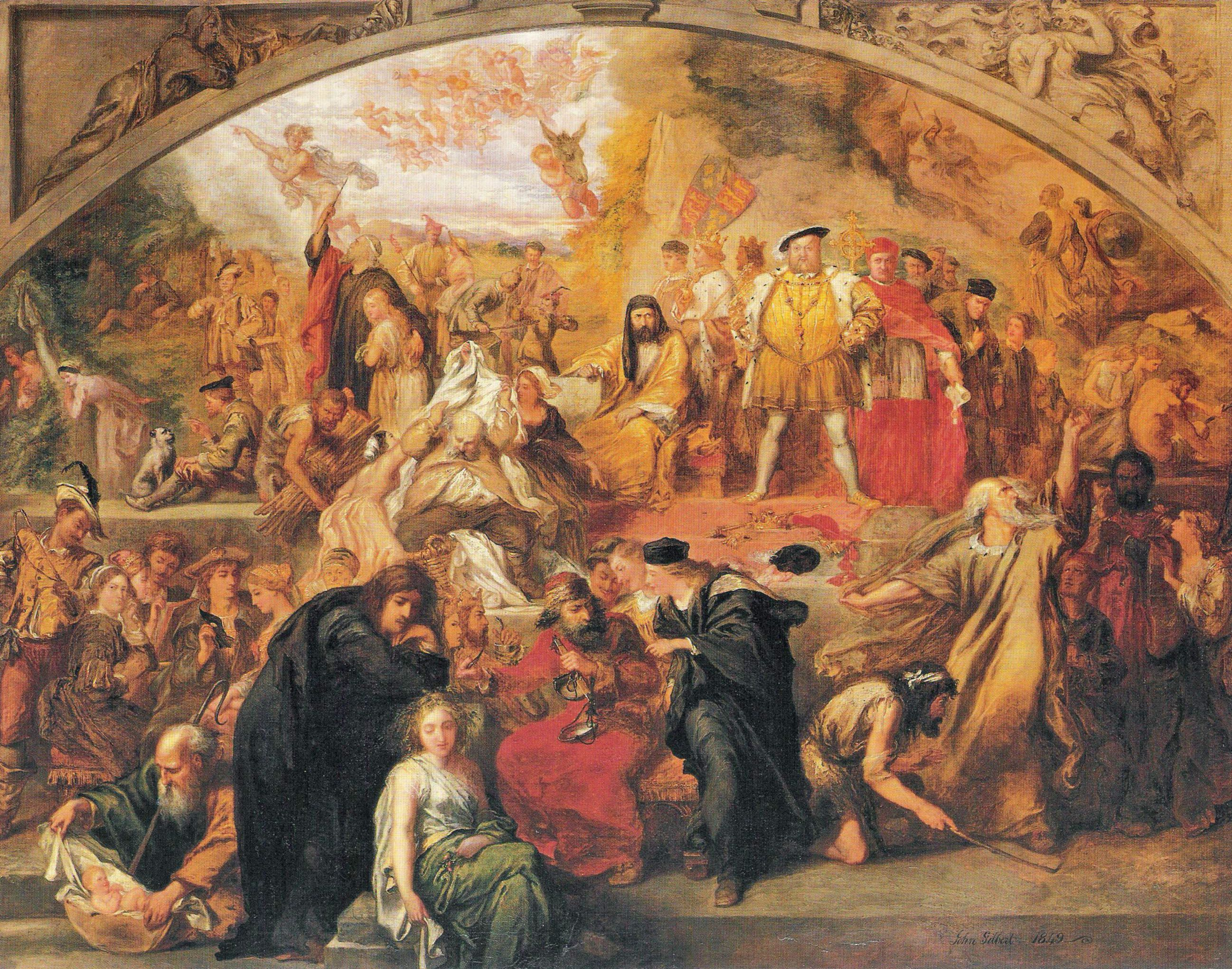
نمایشنامه‌های شکسپیر (۱۸۴۹) کارِ جان گیلبرت

- نیک آن باشد که انجامش نکوست Alls's Well that Ends Well کمدی
- هاملت Hamlet,Prince of Denmark تراژدی
- قیاس برای قیاس Measure for Measure کمدیِ معنایی
- ترویلوس و کرسیدا Troilus and Cressida کمدی-تراژدیِ معمایی
- اتلو Othello, the Moor of Vince تراژدی
- لیر شاهKing Lear تراژدی
- مکبث Macbeth تراژدی
- ریچارد سوم Richard III
- آنتونی و کلئوپاترا Antony and Cleopatra تراژدی
- تیمون آتنی Timon of Athens تراژدی
- کوریولانوس Coriolanus تراژدی
- پریکلس Pericles تراژدی
- سیمبلین Cymbeline تراژدی|کمدی
- توفان The Tempestکمدی
- حکایت زمستان The Winter's Tale کمدی

هنری پنجم
Henry IV
Richard II
رز نکرانتز و گیلدنسترن مرده اند
• غزلواره های او